# 算木

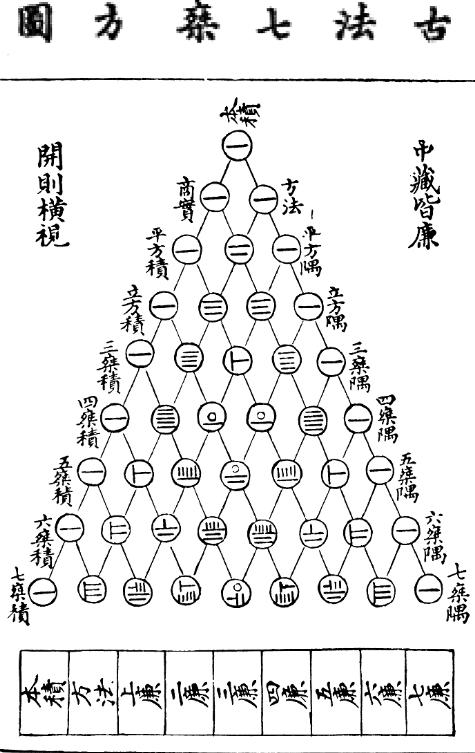
朱世傑の四元玉鑑 (1303年) で書かれた楊輝の三角形

算木（さんぎ）または算籌（さんちゅう）とは、中国数学や和算で用いられた計算用具である。縦または横に置くことで数を表した。算木に基づく算木数字も使われた。算木を用いた計算法を籌算という。

## 歴史
中国では紀元前から算木が使われていた。1954年、湖南省長沙の左家公山15号楚墓で、戦国時代の算木が四十数本発掘された。文献の記録はさらに古く、老子には「善く数える者は籌策（ちゅうさく）を用いず」とある。
13世紀にそろばんが使われるようになるまで、算木で計算を行った。算木はそろばんと異なり多元の代数方程式を解くことができたが（別項参照）、中国ではそろばんの普及により解法が失われた。江戸時代の日本の数学者はそろばんと並んで算木を用い、数学の発展に貢献した。

## 算木の使用
算木は長さ 3 - 14cm の木製または竹製の細長い直方体で、縦または横に並べて数を表し、配列を動かすことで四則演算、開平、開立などの計算をした。1から5まではその数だけ算木を並べ、6以上は異なる向きの1本で5を表した。
アラビア数字のように左を上位として横に並べることで数を示す。隣の桁と間違えないよう、桁によって算木の向きを変え、縦式によって奇数桁（一・百・万……の位）を、横式によって偶数桁（十・千……の位）を示した。孫子算経には「一は縦、十は横、百は立ち、千は倒れる」とある。
日本では算盤（さんばん）と呼ばれる格子を書いた布の上で算木を使用した。はじめは中国と同じく縦式横式のしくみを用いていたが、江戸後期になると算木を使って計算する時に横式を用いず、一位十位百位など位にかかわらず縦式のみを扱う者が多くなった（算盤の格子によって桁がわかるために、縦横の区別がいらなかったため）。ただし、紙の上では格子はなく続けざまに算木を書くので従来どおり縦式横式で書き続けた。
算木は2色に着色され、赤の算木は正の数を、黒の算木は負の数を表した。0 はその場所に算木を置かず空けておくことで示し、後に碁石を置いて明示するようになった。九章算術には、「（引き算の時）同符号は引き、異符号は加える。正を無入から引いて負とし、負を無入から引いて正とする」とある。この「無入」とは「0」のことである。これから、0と正負の計算を理解していたことが分かる。
算木を利用する事で、有理数の四則演算ができ、また高次の方程式の解を考察する事が可能である。分数の約分を互除法で求める事にも使われる。
|      | 0 | 1 | 2 | 3 | 4 | 5 | 6 | 7 | 8 | 9 |
| ---- | - | - | - | - | - | - | - | - | - | - |
| 縦式 |   |   |   |   |   |   |   |   |   |   |
| 横式 |   |   |   |   |   |   |   |   |   |   |

|      | 0 | -1 | -2 | -3 | -4 | -5 | -6 | -7 | -8 | -9 |
| ---- | - | -- | -- | -- | -- | -- | -- | -- | -- | -- |
| 縦式 |   |    |    |    |    |    |    |    |    |    |
| 横式 |   |    |    |    |    |    |    |    |    |    |

例：
| 231   |
| 5089  |
| -407  |
| -6720 |

## 算木数字
算木を紙に記すときは正の数をそのまま書き、負の数は最後の桁に斜線を書いて示した。この算木数字は真の位取り記数法である。横式の字の縦棒は、字の高さを揃えるため短く書いた。
また当初「0」は空白だったが、「〇」を書くようになった。718年に瞿曇悉達によりインド数字から導入されたとも、中国語で欠字を表した「□」から来ているとも言われる。漢数字#〇を参照すること。
13世紀、南宋の数学者は 4、5、9の数字の画数を減らして書きやすくした。この新しい数字の横式は最終的に蘇州号碼に変化した。日本では紙の上では従来の算木数字を使い続けた。
|      | 0 | 1 | 2 | 3 | 4 | 5 | 6 | 7 | 8 | 9 |
| ---- | - | - | - | - | - | - | - | - | - | - |
| 縦式 |   |   |   |   |   |   |   |   |   |   |
| 横式 |   |   |   |   |   |   |   |   |   |   |

|      | -0 | -1 | -2 | -3 | -4 | -5 | -6 | -7 | -8 | -9 |
| ---- | -- | -- | -- | -- | -- | -- | -- | -- | -- | -- |
| 縦式 |    |    |    |    |    |    |    |    |    |    |

|      | 0 | 1 | 2 | 3 | 4 | 5 | 6 | 7 | 8 | 9 |
| ---- | - | - | - | - | - | - | - | - | - | - |
| 縦式 |   |   |   |   |   |   |   |   |   |   |
| 横式 |   |   |   |   |   |   |   |   |   |   |

例：
| 231   |
| 5089  |
| -407  |
| -6720 |

## 代数記号
日本では関孝和が算木数字から傍書法という代数記号体系を作り出した。これにより未知数を含む筆算ができるようになり、和算を飛躍的に発展させた。さらに関以降、数を表すのに算木による数の表示にならんで漢数字を位取り記数法で並べることもふえた。
| 西洋数学    | 関       | 関以降     |
| ----------- | -------- | ---------- |
| x + y + 246 | 甲乙     | 甲乙二四六 |
| 5x - 6y     | 甲乙     | 五甲六乙   |
| 7xy         | 甲乙     | 七甲乙     |
| 8x / y      | （なし） | 八乙甲     |

## Unicode
Unicode第5.0版は追加多言語面 (SMP) の U+1D360-U+1D37F の範囲を算木に割り当てている。横式の 1 から 9 が U+1D360-U+1D368、縦式の 1 から 9 が U+1D369-U+1D371 である。上記の慣習とは逆に、横式が一の位 (unit digits)、縦式が十の位 (tens digits) となっている。0 の算木は U+3007 （漢数字の〇、CJKの記号及び句読点のブロックに属する）で、負の斜線は U+20E5 (combining reverse solidus overlay) で示す。

### 符号位置
| 記号 | Unicode | JIS X 0213 | 文字参照            | 名称                          |
| ---- | ------- | ---------- | ------------------- | ----------------------------- |
| 〇   | U+3007  | 1-1-27     | &#x3007; &#12295;   | IDEOGRAPHIC NUMBER ZERO       |
| 𝍠    | U+1D360 | -          | &#x1D360; &#119648; | COUNTING ROD UNIT DIGIT ONE   |
| 𝍡    | U+1D361 | -          | &#x1D361; &#119649; | COUNTING ROD UNIT DIGIT TWO   |
| 𝍢    | U+1D362 | -          | &#x1D362; &#119650; | COUNTING ROD UNIT DIGIT THREE |
| 𝍣    | U+1D363 | -          | &#x1D363; &#119651; | COUNTING ROD UNIT DIGIT FOUR  |
| 𝍤    | U+1D364 | -          | &#x1D364; &#119652; | COUNTING ROD UNIT DIGIT FIVE  |
| 𝍥    | U+1D365 | -          | &#x1D365; &#119653; | COUNTING ROD UNIT DIGIT SIX   |
| 𝍦    | U+1D366 | -          | &#x1D366; &#119654; | COUNTING ROD UNIT DIGIT SEVEN |
| 𝍧    | U+1D367 | -          | &#x1D367; &#119655; | COUNTING ROD UNIT DIGIT EIGHT |
| 𝍨    | U+1D368 | -          | &#x1D368; &#119656; | COUNTING ROD UNIT DIGIT NINE  |
| 𝍩    | U+1D369 | -          | &#x1D369; &#119657; | COUNTING ROD TENS DIGIT ONE   |
| 𝍪    | U+1D36A | -          | &#x1D36A; &#119658; | COUNTING ROD TENS DIGIT TWO   |
| 𝍫    | U+1D36B | -          | &#x1D36B; &#119659; | COUNTING ROD TENS DIGIT THREE |
| 𝍬    | U+1D36C | -          | &#x1D36C; &#119660; | COUNTING ROD TENS DIGIT FOUR  |
| 𝍭    | U+1D36D | -          | &#x1D36D; &#119661; | COUNTING ROD TENS DIGIT FIVE  |
| 𝍮    | U+1D36E | -          | &#x1D36E; &#119662; | COUNTING ROD TENS DIGIT SIX   |
| 𝍯    | U+1D36F | -          | &#x1D36F; &#119663; | COUNTING ROD TENS DIGIT SEVEN |
| 𝍰    | U+1D370 | -          | &#x1D370; &#119664; | COUNTING ROD TENS DIGIT EIGHT |
| 𝍱    | U+1D371 | -          | &#x1D371; &#119665; | COUNTING ROD TENS DIGIT NINE  |

## 易占用の算木
易占で用いられる算木は算術用のものより大型で、2 - 3寸程度。6本を組にし、出た卦を即席に記録・表示するのに用いる。角材の4面のうち連続した2面の中央に浅い彫り込みがあり、陰爻を示す。両端に八卦の漢字が書かれたものもあり、この書き込みは本筮法、中筮法で用いる。

## 易者のシンボル
算木で表示した卦を意匠化したマークがしばしば易占いの商標のように用いられる。古くは恋愛を表す「咸」が、近代に入ってからは開運を表す「泰」が使われている。

## 家紋
日本では算木の家紋が複数あり、「算木」、「丸に算木」、「丸に縦算木」、「石持ち地抜き算木」、「丸に一つ算木」、「丸に二つ算木」がある他、木の紋が複数確認できる。